# Bernhard Eichhorn
Pour les articles homonymes, voir Eichhorn.
Bernhard Günther Eichhorn (né le 17 avril 1904 à Schortewitz, mort le 6 février 1980 à Miesbach) est un compositeur de musique de films allemand.

## Biographie
Eichhorn apprend la musique et le théâtre à Munich puis étudie à la Hochschule für Musik und Theater München. En 1929, il devient chef d'orchestre de théâtres munichois puis du Kammerspiele. En 1931, il dirige celui du Theater am Schiffbauerdamm à Berlin.
Il revient à Munich puis est en 1934 le directeur musical du théâtre de Dresde. En 1940, il vient à la composition de musique de film. Il travaille souvent sur les projets de Helmut Käutner, les adaptations de Ludwig Ganghofer par Peter Ostermayr et d'autres Heimatfilm.
Tout de suite après la Seconde Guerre mondiale, Eichhorn retourne au Kammerspiele puis devient pigiste. Pour le cinéma, il compose de la musique pour des documentaires et des téléfilms.

## Filmographie
- 1940 : L'habit fait le moine
- 1941 : Anouchka
- 1942 : Dr. Crippen an Bord
- 1942 : Fritze Bollmann wollte angeln
- 1943 : Reise in die Vergangenheit
- 1944 : Sous les ponts
- 1947 : In jenen Tagen
- 1948 : Frau Holle
- 1948 : Le Péché originel
- 1948 : Die Zeit mit Dir
- 1948 : Film sans titre (Film ohne Titel)
- 1949 : Enfants de roi
- 1950 : Épilogue - Le mystère de l'Orplid
- 1950 : Der Geigenmacher von Mittenwald
- 1951 : Ombres blanches
- 1951 : Die Alm an der Grenze
- 1951 : Im Bann der Madonna
- 1951 : Die Martinsklause
- 1952 : Haus des Lebens
- 1952 : Die schöne Tölzerin
- 1953 : Das Dorf unterm Himmel
- 1953 : Der Klosterjäger
- 1954 : Rosen-Resli
- 1954 : Schloß Hubertus
- 1954 : Der schweigende Engel
- 1955 : Der dunkle Stern
- 1955 : Ciel sans étoile
- 1955 : Suchkind 312
- 1955 : Une fille des Flandres
- 1956 : Le Capitaine de Köpenick
- 1956 : Die Geierwally
- 1957 : Monpti
- 1958 : Le Brigand au grand cœur
- 1958 : Juchten und Lavendel (TV)
- 1958 : Der eiserne Gustav
- 1959 : Paradies und Feuerofen
- 1959 : Et tout le reste n'est que silence
- 1959 : Jons und Erdme
- 1959 : La Belle et l'Empereur
- 1959 : Sans tambour ni trompette
- 1960 : Le Verre d'eau (Das Glas Wasser)
- 1960 : Der Groß-Cophta (TV)
- 1960 : Le Brave Soldat Chvéïk
- 1961 : Le Rêve de Mademoiselle Tout-le-monde
- 1961 : Unter Ausschluß der Öffentlichkeit
- 1970 : L'Invitation au château (TV)
- 1970 : Die Feuerzangenbowle (de)

## Source de la traduction
- (de) Cet article est partiellement ou en totalité issu de l’article de Wikipédia en allemand intitulé « Bernhard Eichhorn » (voir la liste des auteurs).